# To hrima - Mia mythologia tou Skotous
To hrima - Mia mythologia tou Skotous (grec: Το χρήμα - Μια μυθολογία του Σκότους, Diners, una mitologia de la foscor) és una pel·lícula grega d’animació del 1998 dirigida pel director, escriptor i productor grec Vassílis Mazoménos. La pel·lícula és el primer llargmetratge europeu d'animació en 3D i tracta de l'influència de la riquesa sobre la humanitat. El 2015 el crític de cinema de The Hindu Naman Ramachandran, lso va anomenar "[l]a pel·lícula grega que és més rellevant avui en dia..."

## Argument

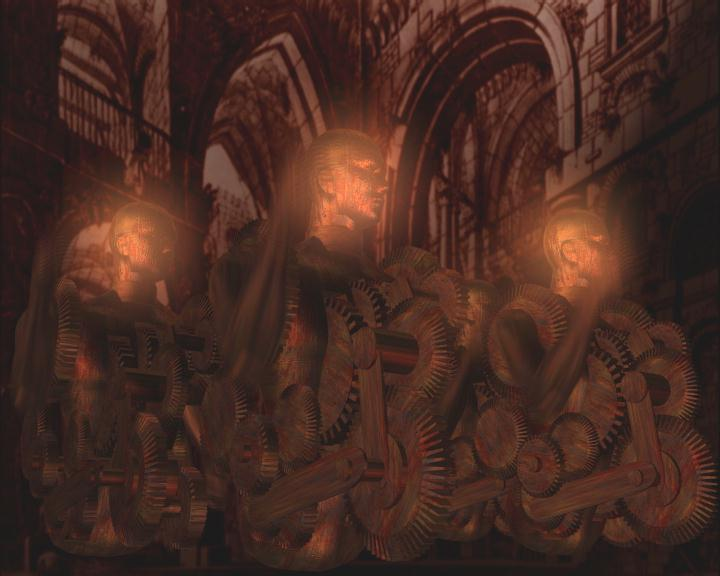
Una escena de la primera pel·lícula europea d'animació en 3D, "To hrima - Mia mythologia tou Skotous".

Una figura semblant a Crist explora la degeneració de la societat causada pel culte a la riquesa.

## Producció
Va ser el primer llargmetratge europeu d'animació 3D. Aquest va ser el tercer llargmetratge de Mazomenos, però abans havia treballat amb imatges generades per ordinador a El triomf del temps, tot i que aquestes eren bidimensionals.

## Recepció
Vrasidas Karalis va escriure a A History of Greek Cinema:
| «                                                      | tVassilis Mazomenos va estrenar la seva fascinant i terrorífica fantasmagoria apocalíptica To hrima - Mia mythologia tou Skotous l'any 1998. Un assaig visual sobre l'impacte dels diners en la humanitat, és una pel·lícula que mereix més atenció i que demostra el potencial de les noves tecnologies en la creació d'un nou tipus de llenguatge cinematogràfic. Amb aquesta pel·lícula, Mazomenos va crear una trilogia d'assaigs filosòfics mitjançant experiments visuals. | » |
| — Vrasidas Karalis. A History of Greek Cinema, p. 257. | |   |

Part de la trilogia cinematogràfica sobre la fi d'Occident, que va ser presentada i premiada a la retrospectiva del 2001 al Fantasporto.

## Premis
1998: Premis Estats del Cinema Grec (Segon premi de documental o pel·lícula d'animació atorgat a pel·lícula d'animació) - Guanyador
1999: European Fantasy Award (Premi George Melies) - Nominated
1999: Fantasporto Premi Especial del Jurat - Co-guanyador
1999: XXXII Festival Internacional de Cinema Fantàstic de Catalunya: Premi Anima’t